# 2010-es Fiatal Zenészek Eurovíziója
A 2010-es Fiatal Zenészek Eurovíziója volt a tizenötödik Fiatal Zenészek Eurovíziója, melyet ismételten Ausztriában meg, a Vienna Fesztivállal egybekötve. Az elődöntőre 2010. május 8-án és 9-én, a döntőre május 14-én került sor. Az Eurovíziós Dalfesztivállal ellenben itt nem az előző évi győztes rendez, hanem pályázni kell a rendezés jogára. A 2008-as verseny a görög Dioniszíosz Grámmenosz győzelmével zárult, aki klarinét-versenyművét adta elő szintén Bécsben.

## A helyszín
A 2006-os és a 2008-as verseny után – immáron harmadszorra – a megmérettetésnek ismételten a Bécsben található Rathausplatz adott otthont.

## A résztvevők
Először vett részt a versenyen Fehéroroszország, Csehország pedig visszatért. Ugyanakkor visszalépett a versenytől Finnország, Szerbia és Ukrajna. Utóbbi kettő 2008-ban debütált, de kiestek az elődöntőben.
Így végül 15 ország vett részt a 2010-es Fiatal Zenészek Eurovízióján.

## Zsűri
Sorozatban másodszor fordult elő, hogy külön zsűrije volt az elődöntőnek és a döntőnek is.

### Az elődöntő zsűrije
- Werner Hink (Zsűrielnök)
- Ranko Marković
- Aleksandar Marković
- Ingela Øien
- Hüseyin Sermet

### A döntő zsűrije
- Eötvös Péter (Zsűrielnök)
- Werner Hink
- Alekszej Ogrincsuk
- Cristina Ortiz
- Ben Pateman

## Elődöntő
Az elődöntőkre két fordulóban került sor 2010. május 8-án és 9-én, a bécsi Wiener Funkhausban. A elődöntő nemzetközi zsűrije a hét legjobb versenyzőt választotta ki, akik továbbjutottak az élő showba, melyet május 14-én rendeztek a bécsi Rathausplatzon.

### Első rész
Az elődöntő első felét 2010. május 8-án rendezték meg nyolc ország részvételével. A nemzetközi, szakmai zsűri a három legjobb versenyzőt jutotta tovább a május 14-i döntőbe.
| #  | Ország             | Zenész               | Hangszer | Darab (Szerző)                                                  | Eredmény     |
| -- | ------------------ | -------------------- | -------- | --------------------------------------------------------------- | ------------ |
| 01 | Egyesült Királyság | Peter Moore          | harsona  |                                                                 | Kiesett      |
| 02 | Ciprus             | Lámbisz Pávlu        | zongora  |                                                                 | Kiesett      |
| 03 | Románia            | Ștefan Cazacu        | cselló   |                                                                 | Kiesett      |
| 04 | Szlovénia          | Eva-Nina Kozmus      | fuvola   | Concerto for flute, III. mov. Allego scherzando (Jacques Ibert) | Továbbjutott |
| 05 | Németország        | Hajrapet Arakeljan   | szaxofon | Fantaisie Brilliante (François Borne)                           | Továbbjutott |
| 06 | Oroszország        | Danyiil Trifonov     | zongora  | Grande Polonaise Brilliante (Frédéric Chopin)                   | Továbbjutott |
| 07 | Svédország         | Mattias Hanskov Palm | nagybőgő |                                                                 | Kiesett      |
| 08 | Hollandia          | Dana Zemtszov        | brácsa   |                                                                 | Kiesett      |

### Második rész
Az elődöntő második felét 2010. május 9-én rendezték meg hét ország részvételével. A nemzetközi, szakmai zsűri a négy legjobb versenyzőt jutotta tovább a május 14-i döntőbe.
| #  | Ország           | Zenész                    | Hangszer  | Darab (Szerző)                                                             | Eredmény     |
| -- | ---------------- | ------------------------- | --------- | -------------------------------------------------------------------------- | ------------ |
| 09 | Ausztria         | Marie-Christine Klettner  | hegedű    |                                                                            | Kiesett      |
| 10 | Görögország      | Konsztantínosz Desztúnisz | zongora   |                                                                            | Kiesett      |
| 11 | Fehéroroszország | Ivan Karizna              | cselló    | Concerto in C Major for Cello and Orchestra, 3rd mvt (Joseph Haydn)        | Továbbjutott |
| 12 | Csehország       | Lukáš Dittrich            | klarinét  |                                                                            | Kiesett      |
| 13 | Norvégia         | Guro Kleven Hagen         | hegedű    | Concerto for Violin and Orchestra in D-Major, 3rd mvt (Pjotr Csajkovszkij) | Továbbjutott |
| 14 | Lengyelország    | Bartosz Głowacki          | harmonika | Concerto "Classico" for Accordion and Orchestra (Mikołaj Majkusiak)        | Továbbjutott |
| 15 | Horvátország     | Filip Merčep              | marimba   | Concerto for Marimba & String Orchestra, 2nd mvt (Emmanuel Séjourné)       | Továbbjutott |

## Döntő
A döntőt 2010. május 14-én rendezték meg hét ország részvételével. A végső döntést a nemzetközi, szakmai zsűri hozta meg.
| #  | Ország           | Zenész             | Hangszer  | Darab (Szerző)                                                             | Helyezés |
| -- | ---------------- | ------------------ | --------- | -------------------------------------------------------------------------- | -------- |
| 01 | Horvátország     | Filip Merčep       | marimba   | Concerto for Marimba & String Orchestra, 2nd mvt (Emmanuel Séjourné)       | —        |
| 02 | Norvégia         | Guro Kleven Hagen  | hegedű    | Concerto for Violin and Orchestra in D-Major, 3rd mvt (Pjotr Csajkovszkij) | 2.       |
| 03 | Lengyelország    | Bartosz Głowacki   | harmonika | Concerto "Classico" for Accordion and Orchestra (Mikołaj Majkusiak)        | —        |
| 04 | Németország      | Hajrapet Arakeljan | szaxofon  | Fantaisie Brilliante (François Borne)                                      | —        |
| 05 | Fehéroroszország | Ivan Karizna       | cselló    | Concerto in C Major for Cello and Orchestra, 3rd mvt (Joseph Haydn)        | —        |
| 06 | Szlovénia        | Eva-Nina Kozmus    | fuvola    | Concerto for flute, III. mov. Allego scherzando (Jacques Ibert)            | 1.       |
| 07 | Oroszország      | Danyiil Trifonov   | zongora   | Grande Polonaise Brilliante (Frédéric Chopin)                              | 3.       |

## Térkép

A döntő résztvevői
Az elődöntőben kiesett országok
Országok, melyek korábban részt vettek, de ebben az évben nem

## Közvetítő csatornák
- Ausztria – ORF 2 (élőben)